# 끝 (위상수학)
일반위상수학에서, 끝(영어: end)은 대략 어떤 위상 공간의 "경계"의 "연결 성분"을 뜻한다. 구체적으로, 점점 더 큰 콤팩트 집합을 잘라냈을 때 남는 연결 성분들의 사영 극한이다.

## 정의
위상 공간 {\displaystyle X}이 주어졌다고 하자. 그 속의 모든 콤팩트 집합들의 부분 순서 집합 {\displaystyle \operatorname {Comp} (X)}를 생각하자.
이제, 임의의 콤팩트 집합 {\displaystyle K\subseteq X}에 대하여, 그 여집합의 연결 성분들의 집합
{\displaystyle \pi _{0}(X\setminus K)}
을 생각할 수 있다. 각 포함 사상 {\displaystyle K\subseteq K'\subseteq X}에 대하여 자연스러운 함수
{\displaystyle \pi _{0}(X\setminus K')\to \pi _{0}(X\setminus K)}
{\displaystyle C'\mapsto C\iff C'\subseteq C\qquad \forall C\in \pi _{0}(X\setminus K),\;C'\in \pi _{0}(X\setminus K')}
가 존재한다. 이에 따라, 사영 극한
{\displaystyle \operatorname {Ends} (X)=\varprojlim _{K\in \operatorname {Comp} (X)}\pi _{0}(X\setminus K)}
를 취할 수 있다. {\displaystyle \operatorname {Ends} (X)}를 {\displaystyle X}의 끝들의 집합이라고 한다.

### 끝 콤팩트화
위상 {\displaystyle X}가 주어졌을 때, 분리합집합 {\displaystyle X\sqcup \operatorname {Ends} (X)}에 다음과 같은 기저로 생성되는 위상을 줄 수 있다.
{\displaystyle \operatorname {Open} (X)\cup \left\{U\sqcup \{e\}\colon U\in \operatorname {Open} (X),\;e\in \operatorname {Ends} (X),\;\exists K\in \operatorname {Comp} (K)\colon e_{K}\subseteq U\right\}}
여기서 {\displaystyle \operatorname {Open} (X)}는 {\displaystyle X}의 열린집합들의 족이다.
이를 {\displaystyle X}의 끝 콤팩트화(끝compact化, 영어: end compactification)라고 하며, 이는 항상 콤팩트 공간이다.

## 성질
다음과 같은 두 범주를 생각하자.
- {\displaystyle \operatorname {Top_{prop}} }은 그 대상이 위상 공간이며, 그 사상이 연속 고유 함수인 범주이다.
- {\displaystyle \operatorname {Set} }은 집합과 함수의 범주이다.

그렇다면, 끝 집합은 함자
{\displaystyle \operatorname {Ends} \colon \operatorname {Top_{prop}} \to \operatorname {Set} }
를 정의한다. 구체적으로, 임의의 연속 고유 함수 {\displaystyle f\colon X\to X'} 및 끝 {\displaystyle (C_{K})_{K\in \operatorname {Comp} (X)}}에 대하여,
{\displaystyle \operatorname {Ends} (f)\colon (C_{K})_{K\in \operatorname {Comp} (X)}\mapsto \left(f_{*,K'}C_{f^{-1}(K')}\right)_{K'\in \operatorname {Comp} (X')}}
이다. 여기서
{\displaystyle f_{*,K'}\colon \pi _{0}(X\setminus f^{-1}(K'))\to \pi _{0}(X'\setminus K')}
는 {\displaystyle f}로 유도되는 표준적인 함수이다.

### 위상군
경로 연결 위상군은 두 개 이하의 끝을 갖는다.:Theorem 2

## 예
콤팩트 공간은 (정의에 따라) 끝을 갖지 않으며, 그 끝 콤팩트화는 스스로와 같다.
실수선은 두 개의 끝을 가지며, 그 끝 콤팩트화는 확장된 실수의 공간이다. 2차원 이상의 유클리드 공간은 하나의 끝을 가지며, 그 끝 콤팩트화는 같은 차원의 초구이다.
콤팩트 다양체 {\displaystyle M} 속에 유한 개의 점 {\displaystyle x_{1},x_{2},\dots ,x_{n}\in M}을 고르자. 그렇다면, {\displaystyle M\setminus \{x_{1},\dots ,x_{n}\}}은 {\displaystyle n}개의 끝을 갖는다. 그 끝 콤팩트화는 원래의 다양체 {\displaystyle M}이다.

## 역사
끝의 개념은 한스 프로이덴탈이 1931년에 도입하였다.

## 참고 문헌
1. ↑  Peschke, Georg (1990). “The theory of ends” (PDF). 《Nieuw Archief voor Wiskunde》 (영어) 8: 1–12.
2. ↑  Freudenthal, Hans (1931). “Über die Enden topologischer Räume und Gruppen”. 《Mathematische Zeitschrift》 (독일어) 33: 692–713. doi:10.1007/BF01174375. ISSN 0025-5874. Zbl 0002.05603.